# Salangidae
Salangidae (IJsvissen) zijn een familie van straalvinnige vissen uit de orde van Spieringachtigen (Osmeriformes).

## Geslachten
- Hemisalanx Regan, 1908
- Leucosoma Gray, 1831
- Neosalangichthys C. Z. Fu, L. Guo, R. Xia, Jun Li & G. C. Lei, 2012
- Neosalanx Wakiya & N. Takahashi, 1937
- Protosalanx Regan, 1908
- Salangichthys Bleeker, 1860
- Salanx G. Cuvier, 1816